# Al-Zawraa SC Bagdad
L'Al-Zawraa SC Bagdad (àrab: نادي الزوراء الرياضي, Nādī az-Zawrāʾ ar-Riyāḍī, ‘Club Esportiu d'az-Zawrà’) és un club de futbol iraquià del barri d'al-Karkh, a la ciutat de Bagdad.

## Història
- 1937: Fundació del Sikak Al-Hadeed (àrab: سكك الحديد, ‘el Ferrocarril').
- 1969 (29 de juny): Fundació de l'Al-Muwasalat (àrab: المواصلات, ‘els Transports').
- 1972: Al-Muwasalat és anomenat Al-Zawraa.
- 1974: el Sikak Al-Hadeed s'uneix a l'Al-Maslaha Naqil Al-Rakab (Departament de Transport Públic) i és anomenat Al-Naqil, ‘Transport’, lligat al Ministeri de Transports.
- 1975: L'Al-Naqil desapareix i els seus jugadors s'uneixen a l'Al-Zawra.

## Palmarès
- Lliga iraquiana de futbol:[2]
  - 1975–76, 1976–77, 1978-79, 1990–91, 1993–94, 1994–95, 1995–96, 1998–99, 1999–2000, 2000–01, 2005–06, 2010–11, 2015–16, 2017–18
- Copa iraquiana de futbol:[3]
  - 1975–76, 1978-79, 1980–81, 1981–82, 1988–89, 1989–90, 1990–91, 1992–93, 1993–94, 1994–95, 1995–96, 1997–98, 1998–99, 1999–2000, 2016–17, 2018–19
- Copa Mare de totes les Guerres:[3]
  - 1991, 1999, 2003
- Campionat de Bagdad:[3]
  - 2003
- Supercopa iraquiana de futbol:[3]
  - 1998, 1999, 2000, 2017